# Jackie Speier
Jackie Speier właściwie Karen Lorraine Jacqueline Speier (ur. 14 maja 1950 w San Francisco) – amerykańska polityczka, członkini Partii Demokratycznej.

## Działalność polityczna
Od 1986 do 1996 zasiadała w Zgromadzeniu Stanowym Kalifornii, a od 1998 do 2006 w Senacie stanu Kalifornia. W okresie od 8 kwietnia 2008 do 3 stycznia 2013 była przedstawicielką 12. okręgu, a od 3 stycznia 2013 do 3 stycznia 2023 przedstawicielką 14. okręgu wyborczego w stanie Kalifornia w Izbie Reprezentantów Stanów Zjednoczonych.